# Paramicroplus insignicollis
Paramicroplus insignicollis är en skalbaggsart som beskrevs av Hermann Burmeister 1844. Paramicroplus insignicollis ingår i släktet Paramicroplus och familjen Melolonthidae. Inga underarter finns listade i Catalogue of Life.